# Florian Kindle (Komponist)
Florian Kindle (auch Florin Kindle, * 22. Dezember 1838 in Triesen; † 18. Dezember 1909 in Oberstaufen, Bayern) war ein liechtensteinischer Priester und Komponist. 

## Biografie
Florin Kindle wuchs als eines von dreizehn Kindern in Triesen auf und besuchte von 1853 die 1862 die Gymnasien in Feldkirch, Einsiedeln und Schwyz. Anschliessend studierte er Philosophie und Theologie in Schwyz und Chur und wurde 1865 zum Priester geweiht. Kindle war zeitlebens als Seelsorger in der Schweiz tätig. 1906 trat er in den Ruhestand und lebte bis zu seinem Tod im bayrischen Oberstaufen.
Kindle setzte sich in seiner Funktion als Kaplan und Vikar für die Kirchenmusik, den Volksgesang und die Blasmusik ein. Bereits 1862 war er Mitgründer der Musikgesellschaft Triesen und schrieb für diese bis 1872 eine Partitursammlung mit 56 Bearbeitungen von Tänzen, Konzertstücken und Kirchenliedern – die meisten für Bläserbesetzung, einige für Klarinette, Flügelhorn und Violoncello. Er war zudem 1870 in Mauren sowie 1882 in Eschen an der Gründung von Blasmusikkapellen beteiligt. Von seinen Eigenkompositionen ist ein Te Deum für Chor und Bläser erhalten.